# Humberto Jaimes Sánchez
Humberto Jaimes Sánchez (San Cristóbal, estado Táchira, 25 de junio de 1930-Caracas, 18 de junio de 2003) fue un pintor, grabador, diseñador y docente venezolano. Es considerado uno de los artistas más importantes en la historia del arte de Venezuela de la segunda mitad del siglo XX. Su contribución al arte de su país se produjo durante un período de crecimiento económico y cultural, marcado por el auge de las tendencias modernas que en general definieron el perfil estético en América Latina. Su obra comienza a alcanzar notoriedad luego de establecerse en París en 1955. A partir de entonces se inicia su trayectoria dentro de la abstracción lírica y el informalismo, alcanzando importantes logros al final de su carrera a través de una revisión del paisaje urbano que remite a las serranías andinas de su San Cristóbal natal. Las pinturas y grabados gozan de un amplio reconocimiento, al igual que su labor como docente y gestor de instituciones educativas. Entre los alcances más significativos de Jaimes Sánchez se puede nombrar la creación de un paisaje subjetivo y abstracto que remite a las cualidades orgánicas y minerales del entorno y no tanto a la representación de su visibilidad. Su valiosa participación en el desarrollo del grabado moderno en Venezuela cimentó su reputación entre los más destacados exponentes de las artes gráficas locales. Igualmente, desarrolló una labor dentro del diseño gráfico que como ejecutante y docente le permitió valiosos aportes en esta disciplina en el país. En el campo de la enseñanza se ocupó de fundar, organizar y dirigir varios centros y contribuir a la formación de una nutrida generación de artistas. Una cualidad determinante en la obra de Jaimes Sánchez es la persistencia del color y la textura como elementos sensibles que dentro del lenguaje abstracto ayudan a activar las referencias al paisaje andino y a la selva venezolana. Esta persistencia se observa incluso cuando su obra incurre en tendencias cercanas al pop art y finalmente en el replanteamiento que hace de su paisaje de infancia.

## Vida
Ángel Humberto Jaimes Sánchez nació el 25 de junio de 1930 en San Cristóbal, estado Táchira. Fue el primero de nueve hijos de Ambrosio Jaimes y Zoila Rosa Sánchez. Su padre tenía como oficio la ebanistería y su madre se dedicaba al hogar. Las primeras letras las aprende con Regina Mujica, madre de Ramón J. Velásquez. Luego de concluir los estudios de primaria ejerce diferentes oficios como pintor de carteles y realizador de artesanías y pesebres. Comienza el bachillerato en el liceo Simón Bolívar (San Cristóbal), los cuales concluirá en el liceo La Candelaria, en Caracas. En esa época demuestra un interés por la pintura que llama la atención de sus maestros, quienes además de promover una exposición en la Biblioteca de la ciudad, influyen ante sus padres para que viaje a Caracas con la intención de estudiar arte. En 1947 se inscribe en la Escuela de Artes Plásticas y Aplicadas de Caracas. En la capital, como un modo de paliar los gastos de su manutención, trabajó en la oficina de Correos hasta 1954.
En 1950, debido a desacuerdos con la dirección de la escuela y con sus métodos de enseñanza, participa en actividades de protesta que provocan su expulsión, junto con la de sus compañeros  Omar Carreño, Jacobo Borges, Alirio Rodríguez, Víctor Valera, Ángel Hurtado, José Antonio Dávila, Genaro Moreno y Daniel Rincón, entre otros. En 1953 decidió estudiar economía en la Universidad Central de Venezuela, carrera que abandonó un año después cuando asume la necesidad de dedicarle más tiempo a la pintura. En 1954 recibe una beca de estudios y viaja a Europa. Allí se residencia primero en Roma y luego en Francia, donde recibe la influencia de la llamada Nueva Escuela de París. En 1956, se inscribe en la École nationale supérieure des Beaux-Arts para iniciar estudios de arquitectura, a los cuales renuncia antes de cumplir el año. En 1957 atiende una invitación para exponer individualmente en la Pan American Union, Washington, donde reside durante un año. En esta ciudad participa en el encuentro de pintores latinoamericanos, junto con José Luis Cuevas, Alejandro Obregón, Armando Morales y Rodolfo Abularach, entre otros. En 1958 regresa a Venezuela y se incorpora como profesor en la Escuela de Artes Plásticas Cristóbal Rojas.
A mediados de 1960 acompaña al artista y arqueólogo catalán José María Cruxent en una expedición por el estado Falcón, una experiencia que influirá en su obra, amén de las corrientes informalistas que comienzan a promoverse en el país. A finales de este año asume como director encargado de la Escuela Cristóbal Rojas, cargo que ocupará hasta el año siguiente. En 1962 obtiene el Premio Nacional de Pintura en el XXIII Salón Oficial, por la obra Fragmento de tierra.  En 1963 obtiene el premio de la Fundación Fina Gómez que le permite una estadía en Francia, a la cual renuncia a los pocos meses de iniciada. Viaja a Chile, Argentina y Uruguay como comisario de la exposición “22 pintores venezolanos de hoy”, organizada por el Museo de Bellas Artes y auspiciada por la Fundación Neumann. En 1964 es nombrado director del Instituto de Diseño de la Fundación Neumann/Ince (1964-1970), y regresa a la Escuela Cristóbal Rojas como profesor de historia del arte. Obtiene el Primer Premio en el X Salón d’Empaire. En 1965 asiste como delegado por Venezuela al Seminario sobre arte y artesanía celebrado en México. Este año contrae matrimonio con Aleida Quero. Entre 1966 y 1969 nacen sus tres hijos: Arturo, Humberto y Bárbara.
En 1971 forma parte de la Comisión Nacional Asesora para las Artes Plásticas del Instituto Nacional de Cultura y Bellas Artes. Participa en las actividades del grupo Presencia 70 que reúne a varios artistas de la generación de Jaimes Sánchez. Este año se instala con su familia en Valencia, estado Carabobo, donde asume la dirección de la Escuela de Artes Plásticas Arturo Michelena. En 1975 es nombrado comisario de la representación de Venezuela en la XIII Bienal de São Paulo. Al año siguiente participa en la creación del Taller de Artistas Gráficos Asociados (TAGA). En 1978 asiste como crítico, organizador y artista plástico al Encuentro Iberoamericano de Críticos de Arte y Artistas Plásticos, que se celebra en Caracas. Es jubilado por el gobierno regional de Carabobo  y deja la dirección de la Escuela de Artes Plásticas Arturo Michelena. En 1979 forma parte del equipo fundador de la Galería de Arte de la Universidad de Carabobo (hoy Galería Braulio Salazar). Este año obtiene el primer premio en el XXXVII Salón Arturo Michelena y regresa a Caracas.
En 1980 presenta la exposición individual "Tierras psicológicas" en la Galería de Arte Nacional, donde reúne una antología de su producción hasta entonces. En 1981 es condecorado con la Orden Andrés Bello en primera clase. En 1984 es removido de la Universidad de Carabobo. En 1990 ofrece una individual de su serie de Pueblos oblicuos en el Centro de Arte Armitano. En 1992 recibe la Orden Francisco Fajardo en primera clase, la Orden del Banco de Fomento de los Andes y una condecoración del gobierno de la República de Italia. Su obra es incluida en la exposición “Mirando a la América Latina y el Caribe” que se presenta en la Organización de Estados Americanos, Washington y en “De Venezuela. Treinta años de arte contemporáneo 1960-1990” que se muestra en Expo Sevilla 92. En 2001 recibe la Orden Manuel Felipe Rugeles. El Museo de Artes Visuales y del Espacio de San Cristóbal ofrece la exposición homenaje a sus 50 años de vida artística.  El 18 de junio de 2003 Humberto Jaimes Sánchez fallece en Caracas. Al año siguiente se conforma la Fundación Humberto Jaimes Sánchez, la cual es administrada por su viuda e hijos.

## Obra

### Pintura
En su época de formación, Humberto Jaimes Sánchez estudió el tema del paisaje en un estilo caracterizado por el predominio del color, tanto en las vistas de las serranías andinas como en los motivos más urbanos que desarrolla en Caracas, con los cuales participará en dos ocasiones en la sección de estudiantes del Salón Oficial.
Como artista profesional comienza a incorporar temas propios del folclor, enunciados a través de la geometría de la figura y un manejo envolvente de los colores. Esta búsqueda se halla en consonancia con la exploración de otras vías de conocimiento dentro del ámbito artístico venezolano para la producción sensible de signos a partir de una respetuosa relación con lo ancestral en su vertiente prehispánica o popular. Sus pinturas se acercan a las morfologías de los diseños indigenistas, con influencia de la corriente americanista de finales de la década del cuarenta. Todavía en 1956, cuando la referencia figurativa cede ante lo abstracto, mantenía en su obra nociones de lo arqueológico y cierto significado mágico de la pintura.
Durante los años cincuenta, el artista propone una superación de la estructura compositiva y temática del paisaje en su condición de transcripción de la realidad, en favor de una evocación de contenidos ligados a un acervo simbólico más amplio. El componente lírico de su trabajo y, por supuesto, los aspectos técnicos y materiales ligados a la tradición de la pintura harán inevitable esta sugerencia de elementos propios del mundo material, por lo que no existirá una búsqueda a ultranza de la no representación, como fue el caso de otros colectivos venezolanos de la época. Para esta época descubre las obras de importantes artistas de la corriente de la abstracción lírica que en Europa, especialmente en Francia, se oponían a la tendencia constructivista o geométrica. El rumbo de su pintura se verá marcado por la influencia de Serge Poliakoff, en especial por los “paisajes” elaborados en grandes y pastosos planos, los cuales le permiten, a decir de Dore Ashton, capturar los ritmos y estructuras del paisaje, para someterlos luego a las reglas de la composición abstracta.
En los sesenta, su período informalista se ve estimulado por la prolongación netamente abstracta de su trabajo de Francia y Estados Unidos, y por la fuerza con que irrumpen en Venezuela estas expresiones de lo que se llamó "arte nuevo". Justamente, por tratarse de un artista cuyo tránsito europeo se hizo al abrigo de la llamada Escuela de París, y en especial de Nicolas de Stäel y Serge Poliakoff, es que puede observarse en sus telas de esta etapa una presencia constructiva al fondo de sus expansiones matéricas y cromáticas.
A mediados de esta década, su obra da un giro hacia propuestas cercana al pop art. De esta etapa destaca el retorno al uso de los planos cromáticos texturados que recuerdan en otro contexto su obra primera de París. El elemento novedoso en su caso es la incorporación de letras y números hechos con molde, y ciertos trazos del pincel que remiten a una caligrafía vedada. En otros ejemplos se permite el uso de etiquetas y marcas de productos de consumo, así como la presencia de la figura humana dispuesta en el espacio vibrante del entramado plástico. Esta experiencia constituyó para Jaimes Sánchez el acercamiento a una especie de imaginería de la vida moderna que seguramente debió mucho a su nombramiento en 1964 como director del Instituto de Diseño de la Fundación Neumann, y que lo puso en contacto con nuevas generaciones de artistas, técnicas de reproducción serial y un espíritu de renovación de la enseñanza del arte que influyó notablemente en su trabajo.
A principios de 1970, Jaimes Sánchez abandona nuevamente el uso de referentes en su pintura, para que sea el espectador quien establezca las asociaciones a través de su experiencia perceptiva. Se trata de una etapa de honda introspección en la que la ausencia de objetos reconocibles del mundo material no impide nuevamente la vinculación simbólica con el género del paisaje, pero esta vez con una libertad constructiva y un poder de evocación tal que incidió en se conocieran convenientemente como paisajes psicológicos. En este caso su pintura asiste al reencuentro del camino recorrido desde su primera estancia en Europa, fundiéndose así sobre la tela los aportes del lirismo de los cincuenta, la investigación matérica de los sesenta, y un mayor sentido del riesgo propio de la madurez alcanzada como artista.
A partir de la década de los ochenta, Humberto Jaimes Sánchez vuelve a enfrentarse en su obra con el mundo material de los objetos, y a profundizar en las asociaciones con el paisaje que su pintura ha mantenido desde los años cincuenta. El componente constructivo que se observa en la disposición de los planos de color y de materia pictórica de sus etapas anteriores sirve de soporte al despliegue figurativo de caseríos, fachadas y montañas, que si bien eran sugeridos remotamente en su obra previa, ahora se integran en el universo plástico creado por el artista. Aquí destaca la inusitada armonía y un desafiante equilibrio que así como remite a la impericia del arte ingenuo, del mismo modo nos habla de la maestría de Jaimes Sánchez en el uso del color y en la creación de transparencias que desestabilizan el sentido arquitectónico de su pintura.

### Estampas
Jaimes Sánchez consideraba el grabado como una experiencia necesaria a todo pintor, pero no lo veía como un nuevo camino a emprender. Se trataba más bien de una reconciliación con su oficio de dibujante, el cual prácticamente había quedado subyugado por su desempeño como pintor: "En efecto, el dibujo ha sido para mí un obstáculo pictórico. Lamentándolo mucho, he tenido que maltratarlo hasta echarlo al desván. Si no lo hubiera hecho así no hubiera podido pintar a mi gusto". La curiosidad  investigativa de Jaimes Sánchez en relación con el afán experimental de los años sesenta, lo conduce a unos de los capítulos más emblemáticos del arte moderno venezolano, y en especial de nuestra estampa nacional. Junto con Luisa Palacios, Alejandro Otero y Ángel Luque producen un conjunto de gráficas que reafirman la autonomía en la expresión artística de la disciplina, cuyos niveles de pericia y sutileza se harán evidentes en el álbum Humilis herba realizado por Jaimes Sánchez, Palacios y Otero, con textos de Aníbal Nazoa.

### Diseño
Humberto Jaimes Sánchez llega al diseño en parte como consecuencia del perfil de la Escuela de Artes Plásticas y Artes Aplicadas donde se formó como artista a mediados de los años cuarenta, la cual postulaba en cierta medida la integración entre las artes plásticas y las artes aplicadas. Los pasos más firmes de Jaimes Sánchez dentro de esta disciplina ocurren casi por azar, basados en sus sólidos conocimientos plásticos, el deseo por seguir aprendiendo y una creciente vocación como docente. Así, a mediados de los años sesenta asume la dirección del recién creado Instituto de Diseño de la Fundación Neumann/Ince, lo cual lo involucra definitivamente en el mundo de las artes gráficas. Esto le permite aunar la fina sensibilidad por las formas y el color a los requerimientos comunicacionales de la imagen, que resultó en la sobriedad y elegancia de sus portadas para libros, logotipos y otras aplicaciones visuales de interés.

## Exposiciones individuales
- 1945. Biblioteca y Salón de Lectura. San Cristóbal, Venezuela.
- 1957. Humberto Jaimes Sánchez. Pan American Union. Washington.
- 1958. Jaimes Sánchez. Gres Gallery. Washington.
- 1958. Humberto Jaimes. Roland de Aenlle Gallery. Nueva York.
- 1958. Humberto Jaimes. Instituto de Arte Contemporáneo. Lima.
- 1959. Jaimes Sánchez. Museo de Bellas Artes, Caracas.
- 1966. 16 pinturas. Galería Conkright. Caracas.
- 1967. Imagen sin nombre. Galería 22. Caracas.
- 1975. Humberto Jaimes Sánchez. Obras recientes. Sala Mendoza. Caracas.
- 1976. Obras recientes. Universidad de Carabobo. Valencia, Venezuela.
- 1978. Humberto Jaimes Sánchez. Sala Mendoza. Caracas.
- 1979. Paisajes psicológicos y otras especies. Galería El Parque. Valencia, Venezuela.
- 1980. Humberto Jaimes Sánchez. Tierras psicológicas. Galería de Arte Nacional. Caracas.
- 1985. Piedra y muro. Galería Durban. Caracas.
- 1989. Paisajes oblicuos. Galería Sin Límite. San Cristóbal, Venezuela.
- 1990. Pueblos oblicuos. Centro Armitano Arte. Caracas.
- 1994. H. Jaimes Sánchez. Sala Edeberto Barboza. San Cristóbal, Venezuela.
- 1997. Fragmentos. Collages del pintor Humberto Jaimes Sánchez. Galería Trazos. Caracas.
- 2001. Exposición homenaje 50 años de vida artística. Museo de Artes Visuales y del Espacio. San Cristóbal, Venezuela.
- 2004. Humberto Jaimes Sánchez. Exposición antológica. Galería de Arte Nacional. Caracas.
- 2007. Itinerario íntimo. Pinturas y dibujos. Galería Durban. Caracas.
- 2008. Una primera modernidad. Colección Mercantil. Feria Iberoamericana de Arte. Caracas.
- 2008. Humberto Jaimes Sánchez. Centro Cultural Corp Group. Caracas.

## Exposiciones colectivas
- 1950. Exposición de los alumnos que abandonaron la Escuela de Artes Plásticas. Ateneo de Caracas.
- 1953. II Bienal de Sao Paulo.
- 1954. Painters of Venezuela. Panamerican Union. Washington.
- 1955. Homenaje a Carlos Mérida. Taller Libre de Arte. Caracas.
- 1955. Exposición internacional de pintura. Ateneo de Valencia. Venezuela.
- 1956. Première exposition internationale de l’art plastique contemporain. Musée d'Art moderne de la Ville de Paris.
- 1956. Gulf-Caribbean Art Exhibition. Museum of Fine Arts. Houston.
- 1958. Pinturas, esculturas, cerámicas, Pabellón de Venezuela, Feria Internacional de Bruselas.
- 1958. The 1958 Pittsburgh International Exhibition of Contemporary Painting and Sculpture. Pittsburg.
- 1959. The United States Collects Pan American Art.  The Art Institute of Chicago.
- 1959. V Bienal del Museo de Arte Moderno de Sao Paulo. Museu de Arte Moderna. Sao Paulo, Brasil.
- 1959. South American Art Today. Dallas Museum of Fine Arts. Dallas. Estados Unidos.
- 1960. Espacios vivientes. Palacio Municipal. Maracaibo, Venezuela.
- 1960. II Salón Interamericano de Pintura. Centro Artístico de Barranquilla, Colombia.
- 1960. Venezuela. Pintura hoy. Palacio de Bellas Artes. La Habana. Museo de Bellas Artes. Caracas.
- 1960. Salón Experimental. Sala Mendoza. Caracas.
- 1961. Latin American: New Departures. The Institute of Contemporary Art. Boston, Estados Unidos.
- 1961. Pintura venezolana, 1661-1961. Museo de Bellas Arte. Caracas.
- 1962. Rugs Designed by Artists of the Americas. Pan American Union. Washington.
- 1962. 17 Venezuelan Painters. Nueva York. Museo Shagall. Haifa, Israel.
- 1963. 22 pintores venezolanos de hoy. Museo de Arte Contemporáneo; Sala de la tercera División del Ejército. Universidad de Concepción. Santiago, Chile. Biblioteca Nacional, Montevideo. Instituto de Arte Contemporáneo. Lima.
- 1963. Pintura latinoamericana. Instituto de Arte Latinoamericano. Lima.
- 1964. Südamerikanische Malerei der Gegenwart. Akademie der Künste. Berlín. Staatliche Kunsthalle. Baden-Baden. Kunst-und  Kunstgewerbeverein. Pforzheim, Reuchlinhaus.
- 1964. II Bienal Interamericana de Córdoba. Ciudad Universitaria de Córdoba. Argentina.
- 1965. Esso Salon of Young Artists. Pan American Union. Washington.
- 1966. The Emergent Decade. Guggenheim Museum. Nueva York, Estados Unidos.
- 1967. Exposición inaugural. Museo de Arte Moderno Latinoamericano. Miami, Estados Unidos.
- 1968. Humilis herba. Estudio Actual. Caracas.
- 1969. Oklahoma Art Exhibition. Contemporary Latin American Painting. Oklahoma Art Center. Oklahoma City. Estados Unidos. Museum of Art, University of Oklahoma, Norman, Estados Unidos.
- 1970. I Bienal del Grabado Latinoamericano. Instituto de Cultura Puertorriqueña. San Juan, Puerto Rico.
- 1970. Presencia 70. Museo de Bellas Artes. Caracas.
- 1972. 34 grabadores latinoamericanos. Sala Internacional de Bellas Artes. Buenos Aires.
- 1974. Art of the Americas in Washington. Private collections. Organización de Estados Americanos. Washington.
- 1979. Arte constructivo venezolano, 1945 - 1965: génesis y desarrollo. Galería de Arte Nacional. Caracas.
- 1992. Mirando a la América Latina y el Caribe. Museo de Arte Latinoamericano. Washington.
- 1992. De Venezuela. Treinta años de arte contemporáneo 1960-1990. Expo Sevilla 92. Pabellón de las Artes de Sevilla, España.
- 1992. L’Amérique dans tous ses états. Maison de l’Amérique latine. París.
- 1995. La década prodigiosa. El arte venezolano en los años 60. Museo de Bellas Artes. Caracas.
- 1995. Una visión del arte venezolano, 1940-1980: colección Clara Diament Sujo. Galería de Arte Nacional. Caracas.
- 1997. El Táchira saluda a Bogotá. Biblioteca Luis Ágel Arango. Bogotá.
- 1999. Arte y destreza del grabado en la colección Galería de Arte Nacional. Ateneo de Valencia, Venezuela.
- 2001. Los que se van conmigo. Obras de la colección del embajador de México Jesús Puente Leiva. Galería CAF. Caracas.
- 2006. Documentaria. 30 años en el arte venezolano. Galería de Arte Nacional. Caracas.
- 2009. Pintura y escultura contemporánea. Galería Durban-Segnini. Caracas.

## Reconocimientos
- 1950. Premio. Exposición de los alumnos de la Escuela de Artes Pláscicas. Compartido con Omar Carreño, Víctor Valera y Alfredo Maraver. Centro Cultual Venezolano Americano. Caracas.
- 1952. Segundo premio. V Salón Planchart. A. Planchart & Cia. Sucr. Caracas.
- 1953. Premio Club de Leones. XI Salón Arturo Michelena. Valencia, Venezuela.
- 1959. Premio Puebla de Bolívar. XX Salón Oficial Anual de Arte Venezolano. Museo de Bellas Artes. Caracas.
- 1960. Premio José Loreto Arismendi. XXI Salón Oficial Anual de Arte Venezolano. Museo de Bellas Artes. Caracas.
- 1960. Segundo premio. II Salón Interamericano de Pintura. Centro Artístico de Barranquilla. Colombia.
- 1961. Premio John Boulton. XXII Salón Oficial Anual de Arte Venezolano. Museo de Bellas Artes. Caracas.
- 1961. Premio de la Fundación Eugenio Mendoza, III Salón Nacional de Dibujo y Grabado. Facultad de Arquitectura y Urbanismo, Universidad Central de Venezuela. Caracas.
- 1962. Premio Nacional de Pintura, XXIII Salón Oficial Anual de Arte Venezolano. Museo de Bellas Artes. Caracas.
- 1963. Beca de la Fundación Fina Gómez, XXIV Salón Oficial Anual de Arte Venezolano. Museo de Bellas Artes. Caracas.
- 1963. Mención honorífica, XXIV Salón Oficial Anual de Arte Venezolano. Museo de Bellas Artes. Caracas.
- 1964. Primer premio, X Salón D’Empaire. Maracaibo.
- 1964. 2˚ premio, I Salón de Artistas Jóvenes. Museo de Bellas Artes. Caracas.
- 1966. Premio de Adquisición Sociedad de Amigos del Museo (compartido), XXVII Salón Oficial Anual de Arte Venezolano. Museo de Bellas Artes. Caracas.
- 1979. Premio Arturo Michelena, XXXVII Salón Arturo Michelena. Ateneo de Valencia, Venezuela.